# Iniciativa popular (Suiza)
En Suiza, la iniciativa popular es un derecho civil que permite a un número determinado de ciudadanos proponer un texto para que sea sometido a votación popular. Estas personas deben tener el derecho de voto. Si el texto es validado por los organismos competentes y aceptado por el (pueblo) soberano, entrará en vigor.
Este derecho existe en los tres niveles de la política nacional a nivel federal para proponer una enmienda a la Constitución, en los niveles cantonal y comunal para proponer la modificación de una ley existente o la creación de una nueva ley. La posibilidad de modificar directamente la legislación federal y no solo la Constitución, se ha propuesto varias veces (incluyendo una vez, en la forma de una iniciativa popular en 1958), pero siempre sin éxito.

## Iniciativa popular federal
La primera forma de iniciativa popular reside en la demanda de una revisión total de la Constitución. Las demandas de este tipo, de las que solo se presentaron ante el pueblo en 1935, por lo general no reciben el número necesario de firmas para ser presentadas a votación.
También es posible presentar una iniciativa para una modificación parcial de la Constitución. Este tipo de iniciativa popular debe seguir un proceso bien definido: después de un período de 18 meses, durante los cuales se deben reunir 100.000 firmas, la iniciativa se deposita en la Cancillería federal, que la valida. La Asamblea federal estudia a continuación el texto y decide sobre su anulación en el caso de que no siga "el principio de la unidad de la forma, el de la unidad de la materia, o las normas imperativas de derecho internacional". La Asamblea puede decidir asimismo proponer un contraproyecto, al emitir una recomendación para su aceptación o rechazo. La iniciativa es aceptada si obtiene una mayoría de los votos (en el caso de un proyecto general) o la mayoría de los votantes y los cantones (en el caso de un proyecto escrito).
En 1987 se introdujo la posibilidad del doble sí. Así, tanto la iniciativa popular, como el contraproyecto que la Asamblea federal opone a esta, pueden ser aceptadas. La respuesta dada a la pregunta subsidiaria toma la decisión.
Introducido a nivel federal en la Constitución de 1848, este derecho se considera el motor de la democracia directa, porque no emana ni del Parlamento ni del Gobierno, sino directamente de los ciudadanos. El recurso de la iniciativa popular se ha realizado más de 200 veces en el curso de los siglos XIX y XX, pero con casi el 90% de rechazo.